# 雨の夏、三十人のジュリエットが還ってきた
『雨の夏、三十人のジュリエットが還ってきた』は清水邦夫作の舞台作品。蜷川幸雄の演出により1982年に日生劇場、2009年にシアターコクーンで上演された。

## 概要
1969年、清水脚本、蜷川演出による体制批判的な作品「真情あふるる軽薄さ」は学園紛争当時の若者に支持され、会場のアートシアター新宿文化は連日超満員だったという。以降、清水脚本、蜷川演出のコンビによる公演が続き、やがて蟹江敬三、石橋蓮司とともに劇結社「櫻社」が結成された（1972年）。しかし、蜷川が商業演劇である「ロミオとジュリエット」（1974年5月、日生劇場）の演出を引き受けたことがきっかけで、「櫻社」は解散する。
その8年後、清水・蜷川コンビが復活し、上演されたのが本作である。
劇中でシェイクスピアの「ロミオとジュリエット」が演じられる。また、久生十蘭作の「ハムレット」（1946年）へのオマージュでもある。

## あらすじ
深夜のデパートで「ロミオとジュリエット」劇の稽古をする人々 ― 吹雪景子と「バラ戦士の会」のメンバーらである。
太平洋戦争の直前、日本海沿岸の地方都市にあるこのデパートに少女歌劇団が結成され、ヒロイン・吹雪景子と男役・弥生俊が人気を集めていた。しかし、空襲のため団員の半数は死亡、あとの半数もバラバラになってしまった。弥生俊は亡くなり、景子は頭に負った傷のせいで、その後の人生を「夢のなかに」生き続けることになった。30数年間、景子を支えてきたのが、かつての歌劇団ファン「バラ戦士の会」の男たちである。彼等は新聞広告を出し、歌劇団を再現しようと計画していた。
そこへ、弥生俊は生きているという連絡が入る。やがて俊と妹（理恵）が現れるが、俊は盲目となっていた…。

## キャスト
1982年
淡島千景、久慈あさみ、甲にしき、汀夏子、佐藤慶　他
「三十人のジュリエット」の多くを、引退し芸能活動とは無縁だった宝塚歌劇団出身者が演じた。
2009年
鳳蘭、三田和代、真琴つばさ、中川安奈、毬谷友子、古谷一行　他　

## 文献
- 清水邦夫『雨の夏、三十人のジュリエットが還ってきた／エレジー』（ハヤカワ演劇文庫）
- 川崎賢子『宝塚というユートピア』（岩波新書、2005年）